# Jan Dziuba
Jan Dziuba (ur. 1882 w Grabownia, zm. 13 maja 1938 w Rybniku) – polski działacz narodowy na Górnym Śląsku, poseł na Sejm Śląski IV kadencji.

## Życiorys
Pochodził z rodziny chłopskiej. Ukończył szkołę ludową  w Golejowie, po czym podjął pracę w hucie Silesia. Za działalność narodową został zwolniony i wyjechał do Olkusza. Około 1905 roku znalazł zatrudnienie w kopalni w Zabrzu. W czasie I wojny światowej był wcielony do niemieckiej armii. Na początku 1919 roku należał do czołowych organizatorów Polskiej Organizacji Wojskowej Górnego Śląska w powiecie rybnickim. W lutym tego samego roku został aresztowany i umieszczony w raciborskim więzieniu, które opuścił po wejściu w życie amnestii. Następnie przeszedł w Krakowie kurs plebiscytowy i został pracownikiem Polskiego Komisariatu Plebiscytowego. Po plebiscycie walczył w III powstaniu śląskim. W latach międzywojennych należał do Narodowo-Chrześcijańskiego Zjednoczenienia Pracy, był naczelnikiem Urzędu Okręgowego w Jedłowniku, a w latach 1935–1938 posłem na Sejm Śląski.
Zmarł nagle 13 maja 1938 r. w Rybniku na udar serca, kiedy czekał na pociąg do Wodzisławia Śląskiego.

## Ordery i odznaczenia
- Złoty Krzyż Zasługi[2]
- Srebrny Krzyż Zasługi (11 stycznia 1928)[3]
- Krzyż na Śląskiej Wstędze Waleczności i Zasługi
- Krzyż Wojenny z palmą (Francja)
- Medal Pamiątkowy Wielkiej Wojny (Francja)[4]